# Montceaux (Ain)
Montceaux és un municipi francès al departament de l'Ain (regió d'Alvèrnia-Roine-Alps). L'any 2007 tenia 1.054 habitants.

## Geografia

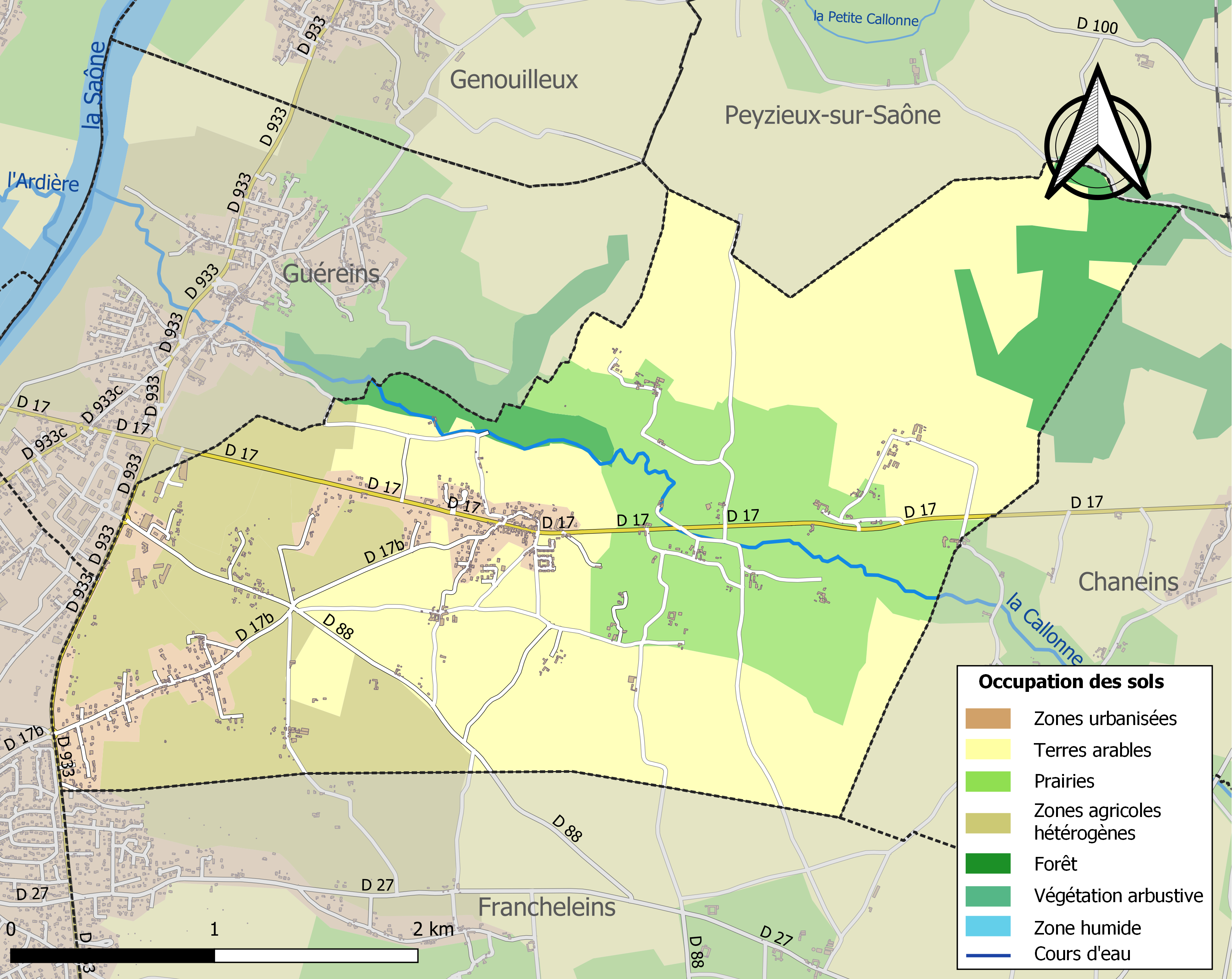
Mapa d'infraestructures i usos del sòl al municipi l'any 2018 (CLC).

Al 2024 Montceaux és categoritzà com a vila rural, segons la nova reixa municipal de densitat de 7 nivells definida per l'INSEE l'any 2022.
És fora unitat urbana i excepte fora de l'àrea d'atracció de les ciutats.
L'ús del sòl del municipi, tal com es mostra a la base de dades biofísica europea d'ús del sòl Corine Land Cover (CLC), està marcat per la importància dels territoris agrícoles (86 % el 2018), baixant lleugerament respecte al 1990 (87,5 %). Els percentatges per a l'any 2018 foren els següents: terra cultivable (47,4 %), prats (19,4 %), zones agrícoles heterogènies (19,2 %), zones urbanitzades (7 %), boscos (7 %).
L'evolució de l'ús del sòl al municipi i les seves infraestructures es pot observar en les diverses representacions cartogràfiques del territori: Mapa Cassini (segle  XVIII), el mapa de l'estat major (1820-1866) i els mapes o fotos aèries de l'IGN del període actual (des del 1950).

## Demografia
El 2007 la població de fet de Montceaux era de 1.054 persones. Hi havia 355 famílies de les quals 40 eren unipersonals (24 homes vivint sols i 16 dones vivint soles), 109 parelles sense fills, 186 parelles amb fills i 20 famílies monoparentals amb fills.
La població ha evolucionat segons el següent gràfic:

### Piràmide de població
La piràmide de població per edats i sexe el 2009 era:
| Homes | Edats   | Dones |
| ----- | ------- | ----- |
| 0     | 95 o +  | 0     |
| 0     | 90 a 94 | 0     |
| 0     | 85 a 89 | 0     |
| 0     | 80 a 84 | 0     |
| 8     | 75 a 79 | 8     |
| 24    | 70 a 74 | 8     |
| 12    | 65 a 69 | 8     |
| 8     | 60 a 64 | 20    |
| 20    | 55 a 59 | 12    |
| 36    | 50 a 54 | 20    |
| 28    | 45 a 49 | 24    |
| 40    | 40 a 44 | 56    |
| 56    | 35 a 39 | 56    |
| 24    | 30 a 34 | 32    |
| 32    | 25 a 29 | 32    |
| 16    | 20 a 24 | 20    |
| 44    | 15 a 19 | 32    |
| 52    | 10 a 14 | 52    |
| 44    | 5 a 9   | 36    |
| 20    | 0 a 4   | 32    |

### Habitatges
El 2007 hi havia 389 habitatges, 357 eren l'habitatge principal de la família, 18 eren segones residències i 13 estaven desocupats. 375 eren cases i 14 eren apartaments. Dels 357 habitatges principals, 303 estaven ocupats pels seus propietaris, 49 estaven llogats i ocupats pels llogaters i 6 estaven cedits a títol gratuït; 3 tenien una cambra, 6 en tenien dues, 29 en tenien tres, 100 en tenien quatre i 219 en tenien cinc o més. 300 habitatges disposaven pel capbaix d'una plaça de pàrquing. A 133 habitatges hi havia un automòbil i a 216 n'hi havia dos o més.

## Economia
El 2007 la població en edat de treballar era de 701 persones, 559 eren actives i 142 eren inactives. De les 559 persones actives 518 estaven ocupades (297 homes i 221 dones) i 41 estaven aturades (15 homes i 26 dones). De les 142 persones inactives 41 estaven jubilades, 57 estaven estudiant i 44 estaven classificades com a «altres inactius».

### Ingressos
El 2009 a Montceaux hi havia 381 unitats fiscals que integraven 1.137,5 persones, la mediana anual d'ingressos fiscals per persona era de 19.951 €.

### Activitats econòmiques
Dels 37 establiments que hi havia el 2007, 1 era d'una empresa extractiva, 2 d'empreses alimentàries, 1 d'una empresa de fabricació d'altres productes industrials, 12 d'empreses de construcció, 10 d'empreses de comerç i reparació d'automòbils, 2 d'empreses de transport, 1 d'una empresa d'hostatgeria i restauració, 1 d'una empresa d'informació i comunicació, 1 d'una empresa immobiliària, 5 d'empreses de serveis i 1 d'una empresa classificada com a «altres activitats de serveis».
Dels 10 establiments de servei als particulars que hi havia el 2009, 2 eren paletes, 1 guixaire pintor, 6 lampisteries i 1 agència immobiliària.
Dels 4 establiments comercials que hi havia el 2009, 1 era un hipermercat, 1 una botiga de menys de 120 m² i 2 floristeries.
L'any 2000 a Montceaux hi havia 16 explotacions agrícoles que ocupaven un total de 768 hectàrees.

## Equipaments sanitaris i escolars
El 2009 hi havia una escola elemental.

## Poblacions properes
El següent diagrama mostra les poblacions més properes.